# Mikael Gunnulfsen
Mikael Gunnulfsen (* 25. März 1993) ist ein norwegischer Skilangläufer.

## Werdegang
Gunnulfsen gab im Februar 2014 in Meråker sein Debüt im Scandinavian Cup, bei dem er im Sprint 55. wurde und beim 30-km-Massenstartrennen in der klassischen Technik auf Rang 48 kam. Seine ersten Punkteplatzierung im Scandinavian Cup erreichte Gunnulfsen im Dezember 2014 in Lillehammer mit Platz 28 über 30 km klassisch im Massenstart. Zu Beginn der Saison 2015/16 platzierte er sich in Vuokatti mit Rang 13 über 15 km klassisch und Platz 27 über 15 km Freistil erneut in den Punkterängen. Beim Scandinavian Cup in Östersund im Januar 2016 gewann er das 30-km-Massenstartrennen in der klassischen Technik. Sein erstes Weltcuprennen lief er im Februar 2016 in Drammen, welches er auf dem 33. Platz im Sprint beendete. Bei den U23-Skiweltmeisterschaften 2016 in Râșnov holte er die Bronzemedaille über 15 km klassisch. Im März 2016 errang er im Scandinavian Cup den 19. Platz bei der Minitour in Otepää. Dabei belegte er den zweiten Rang über 10 km klassisch. Zum Saisonende wurde er Neunter in der Gesamtwertung des Scandinavian Cups.
In der Saison 2018/19 holte Gunnulfsen in Oslo mit dem achten Platz im 50-km-Massenstartrennen seine ersten Weltcuppunkte und gewann im April 2019 den Reistadløpet.

## Erfolge

### Weltcupsiege im Team
| Nr. | Datum             | Ort         | Disziplin                |
| --- | ----------------- | ----------- | ------------------------ |
| 1.  | 11. Dezember 2022 | Beitostølen | 4 × 5 km Mixed-Staffel 1 |

### Siege bei Continental-Cup-Rennen
| Nr. | Datum           | Ort       | Disziplin                   | Serie            |
| --- | --------------- | --------- | --------------------------- | ---------------- |
| 1.  | 10. Januar 2016 | Östersund | 30 km klassisch Massenstart | Scandinavian Cup |

### Siege bei Ski-Classics-Rennen
| Nr. | Datum         | Ort       | Rennen       | Disziplin       |
| --- | ------------- | --------- | ------------ | --------------- |
| 1.  | 6. April 2019 | Bardufoss | Reistadløpet | 50 km klassisch |

### Medaillen bei nationalen Meisterschaften
- 2023: Bronze über 10 km
- 2025: Silber über 10 km